# Haltérophilie aux Jeux olympiques d'été de 2020 - Moins de 96 kg hommes
Navigation
Rio 2016 Paris 2024
L'épreuve des moins de 96 kg hommes  en haltérophilie des Jeux olympiques d'été de 2020 a eu lieu le 31 juillet 2021 au Tokyo International Forum.

## Records
Avant cette compétition, les records dans cette discipline étaient :
| Record du monde  | Arraché     | Sohrab Moradi (IRN) | 186 kg | Achgabat, Turkménistan | 7 novembre 2018   |
| Record du monde  | Épaulé-jeté | Tian Tao (CHN)      | 231 kg | Tokyo, Japon           | 7 juillet 2019    |
| Record du monde  | Total       | Sohrab Moradi (IRN) | 416 kg | Achgabat, Turkménistan | 7 novembre 2018   |
| Record olympique | Arraché     | Norme olympique     | 183 kg | –                      | 1er novembre 2018 |
| Record olympique | Épaulé-jeté | Norme olympique     | 219 kg | –                      | 1er novembre 2018 |
| Record olympique | Total       | Norme olympique     | 398 kg | –                      | 1er novembre 2018 |

Les records suivants ont été établis pendant la compétition :
| Épaulé-jeté | 225 kg | Fares El-Bakh | OR |
| Total       | 402 kg | Fares El-Bakh | OR |

## Programme
L'épreuve des moins de 96 kg se déroule sur une journée selon le programme suivant :
Tous les horaires correspondent à l'UTC+9
| Date                   | Horaire | Manche   |
| ---------------------- | ------- | -------- |
| Samedi 31 juillet 2021 | 11 h 50 | Groupe B |
| Samedi 31 juillet 2021 | 19 h 50 | Groupe A |

## Médaillés
| Or            | Argent              | Bronze         |
| Fares El-Bakh | Keydomar Vallenilla | Anton Pliesnoi |

## Résultats
Fares El-Bakh remporte l'épreuve.
| Rang | Athlète              | Nation                        | Groupe | Poids | Arraché (kg) | Arraché (kg) | Arraché (kg) | Arraché (kg) | Épaulé-jeté (kg) | Épaulé-jeté (kg) | Épaulé-jeté (kg) | Épaulé-jeté (kg) | Total  |
| Rang | Athlète              | Nation                        | Groupe | Poids | 1            | 2            | 3            | Résultat     | 1                | 2                | 3                | Résultat         | Total  |
| ---- | -------------------- | ----------------------------- | ------ | ----- | ------------ | ------------ | ------------ | ------------ | ---------------- | ---------------- | ---------------- | ---------------- | ------ |
| 1    | Fares El-Bakh        | Qatar                         | A      | 95.70 | 173          | 177          | 177          | 177          | 217              | 225              | 232              | 225 OR           | 402 OR |
| 2    | Keydomar Vallenilla  | Venezuela                     | A      | 95.00 | 172          | 175          | 177          | 177          | 210              | 215              | 216              | 210              | 387    |
| 3    | Anton Pliesnoi       | Géorgie                       | A      | 96.00 | 173          | 177          | 177          | 177          | 206              | 210              | 210              | 210              | 387    |
| 4    | Boady Santavy        | Canada                        | A      | 95.40 | 173          | 177          | 178          | 178          | 200              | 205              | 208              | 208              | 386    |
| 5    | Chen Po-jen          | Taipei chinois                | A      | 95.85 | 171          | 176          | 180          | 176          | 200              | 205              | 211              | 205              | 381    |
| 6    | Bekdoolot Rasulbekov | Kirghizistan                  | A      | 95.70 | 162          | 166          | 166          | 166          | 200              | 208              | 216              | 208              | 374    |
| 7    | Bartłomiej Adamus    | Pologne                       | A      | 95.95 | 160          | 160          | 163          | 163          | 197              | 204              | 205              | 197              | 360    |
| 8    | Yu Dong-ju           | Corée du Sud                  | A      | 92.55 | 160          | 165          | 167          | 160          | 200              | 205              | 205              | 200              | 360    |
| 9    | Olfides Sáez         | Cuba                          | B      | 92.35 | 156          | 161          | 161          | 156          | 193              | 198              | 203              | 203              | 359    |
| 10   | Cyrille Tchatchet    | Équipe olympique des réfugiés | B      | 95.45 | 153          | 155          | 160          | 155          | 190              | 190              | 195              | 195              | 350    |
| 11   | Theodoros Iakovidis  | Grèce                         | B      | 91.90 | 147          | 152          | 156          | 156          | 175              | 182              | 191              | 182              | 338    |
| 12   | Christian Amoah      | Ghana                         | B      |       | 140          | 145          | 145          | 145          | 165              | 170              | 170              | 170              | 315    |
| 13   | Mohammed Hamada      | Palestine                     | B      |       | 137          | 142          | 142          | 137          | 173              | 178              | 178              | 173              | 310    |
| —    | Yauheni Tsikhantsou  | Biélorussie                   | A      | 95.35 | 170          | 170          | 173          | 173          | 201              | 201              | 201              | —                | —      |
| —    | Toshiki Yamamoto     | Japon                         | A      | 96.00 | 161          | 166          | 168          | 168          | 200              | 200              | 200              | —                | —      |